# Ernest Henry Wilson
Ernest Henry Wilson (Chipping Campden, 15 febbraio 1876 – Worcester, 15 ottobre 1930) è stato un esploratore e collezionista di piante inglese che introdusse circa 2000 specie di origine asiatica in Occidente; circa 60 di esse portano il suo nome.

## Biografia
Wilson nacque a Chipping Campden, nel Gloucestershire, ma ben presto la famiglia si trasferì a Shirley, nel Warwickshire, dove avviò un'attività floristica. Egli lasciò presto la scuola per un lavoro come apprendista giardiniere, presso il vivaio locale dei signori Hewitt, nel Warwickshire, e all'età di 16 anni, presso i Giardini Botanici di Birmingham; lì frequentò i corsi serali alla Birmingham Municipal Technical School, ricevendo il Queen's Prize per la botanica. Nel 1897 iniziò a lavorare ai Kew Gardens, dove vinse l'Hooker Prize per un saggio sulle conifere. Accettò quindi di collezionare piante cinesi per la ditta di James Veitch & Sons (uno dei maggiori vivai inglesi), ansiosi di recuperare soprattutto l'albero dei fazzoletti (Davidia involucrata). Attenersi all'unica cosa che si sta cercando, consigliava Harry Veitch, che aveva più di una dozzina di cacciatori di piante sul libro paga, e non perdere tempo e denaro a girovagare. Probabilmente nel frattempo ogni apprezzabile pianta (o ogni pianta degna di considerazione) in Cina è già stata introdotta in Europa.
Dopo sei mesi al vivaio di Coombe Woods di Veitch, Wilson viaggiò a ovest verso la Cina, fermandosi per cinque giorni all'Arnold Arboretum a Boston, nel Massachusetts, portando una lettera di presentazione a Charles Sprague Sargent, e studiando le tecniche per spedire semi e piante senza danneggiarli. Attraversò gli Stati Uniti in treno e salpò da San Francisco, raggiungendo Hong Kong il 3 giugno 1899. Sargent gli aveva suggerito di dirigersi direttamente a Simao per parlare con Augustine Henry, il quale aveva visto un albero dei fazzoletti unico, dodici anni prima. Sebbene l'albero fosse stato da poco abbattuto quando Wilson raggiunse quella località, riscoprì gli esemplari notati da Padre David a 600 km di distanza a Yichang, Hubei. Wilson cercò e raccolse campioni per due anni nella provincia dell'Hubei, raggiungendo valli montane isolate con uno spirito intrepido che lo rese leggendario, prima di tornare in Inghilterra nell'aprile del 1902 con 305 specie di semi e 35 Wardian cases (terrario) di bulbi, cormi, rizomi e tuberi, molti dei quali Veitch introdusse nel commercio occidentale, così come esemplari essiccati di erbario, che rappresentavano circa 906 specie di piante. 
Al suo primo ritorno Wilson sposò Helen Ganderton, di Edgbaston, ma nel giro di sei mesi Veitch lo rispedì di nuovo in viaggio, questa volta con l'obbiettivo della ricerca del papavero giallo cinese, (Meconopsis integrifolia). Nel 1903 Wilson scoprì il giglio regale (Lilium regale) nel Sichuan occidentale lungo il fiume Min. Rivisitò il sito nel 1908 e raccolse altri bulbi, ma la maggior parte di questi marcì mentre tornava all'Arnold Arboretum di Boston. Nel 1910 tornò di nuovo nella valle del Min, ma questa volta subì un incidente: la sua gamba fu schiacciata da una frana di massi mentre veniva trasportato lungo il sentiero nella sua portantina. Dopo aver immobilizzato la gamba con il treppiede della sua macchina fotografica, fu riportato alla civiltà con una marcia forzata di tre giorni. Da allora in poi camminò con quello che definì il suo giglio inerte. Fu questa terza spedizione alla ricerca di bulbi che introdusse con successo il giglio regale nella coltivazione degli Stati Uniti.
Alcune delle molte piante introdotte nella coltivazione occidentale dalla sua prima spedizione includono Acer griseum, Actinidia chinensis var. deliciosa (kiwi), Berberis julianae, Clematis armandii, Clematis montana var. rubens, Davidia involucrata, Ilex pernyi, Jasminum mesnyi e Primula pulverulenta. Molte delle specie che raccolse furono formalmente nominate da Maxwell Masters. Nella sua reminiscenza, pubblicata postuma nel 1931, If I Were to Make a Garden, Wilson affermò di aver introdotto 25 specie di rose selvatiche in Occidente. Una di queste, Rosa Willmottiae, prese il nome da Ellen Willmott, una famosa e importante orticoltrice, autrice di Il Genere Rosa. All'inizio del XX secolo Henry Morris Upcher, proprietario di Sheringham Park, nel Norfolk, ottenne da Wilson semi di rododendro di vari tipi. Le piante di questa provenienza che possono essere trovate nel giardino includono, tra le altre, il Rhododendron ambiguum, il R. calophytum e il R. decorum.
Negli anni successivi divenne collezionista per Sargent all'Arboretum di Arnold e fece ulteriori spedizioni in Cina nel 1907, 1908 e 1910, così come in Giappone (1911-1916), dove collezionò 63 varietà di fiori di ciliegio. La sua ipotesi fatta nel 1916, secondo cui il ciliegio giapponese Prunus × yedoensis è un ibrido naturale, fu supportata da esperimenti di ibridazione nei laboratori nazionali giapponesi nel 1965.
Ritornò in Asia nel 1917-1918, esplorando Corea e Formosa. Al suo ritorno all'Arnold Arboretum nel 1919, fu nominato direttore associato. Tre anni dopo partì per una spedizione di due anni in Australia, Nuova Zelanda, India, Centro e Sud America e Africa orientale. Nel 1927 divenne Custode dell'Arnold Arboretum. 
Wilson e sua moglie morirono a Worcester, nel Massachusetts, il 15 ottobre 1930 in un incidente automobilistico.
Ha descritto, classificato e firmato circa 300 taxon, molti dei quali in collaborazione con Alfred Rehder; tra quelli attualmente accettati si annoverano, tra gli altri, Abies koreana e Picea meyeri.
Circa 60 specie e varietà di piante cinesi sono state intitolate in suo onore, ad esempio Picea wilsonii. Nel 1916-1917 Charles Sprague Sargent pubblicò un elenco parziale in Plantae Wilsonianae.

## Riconoscimenti
Nel 1906 ricevette, per i suoi meriti nel campo dell'orticoltura, la Veitch Memorial Medal dalla Royal Horticultural Society, che nel 1912 lo insignì della Victoria Medal of Honour. Anche la Massachusetts Horticultural Society lo gratificò con la George Robert White Memorial Medal.
Fu membro della American Academy of Arts and Sciences e ricevette un Magister artium onorario dalla Università di Harvard e il titolo di Doctor of Science dal Trinity College in Connecticut.

## Opere principali
- (EN)  Vegetation in western China: a series of 500 photographs with index, 1912
- (EN)  Naturalist in western China, with vasculum, camera, and gun; being some account of eleven years' travel, exploration, and observation in the more remote parts of the Flowery Kingdom, 1913
- (EN)  Conifers and taxads of Japan 1916
- (EN)  History and botanical relationships of the modern rose 1916 - coautore con Fred A. Wilson
- (EN) Plantae Wilsonianae; an enumeration of the woody plants collected in western China for the Arnold arboretum of Harvard university during the years 1907, 1908, and 1910 1917
- (EN)  Aristocrats of the garden 1917
- (EN)  Romance of our trees 1920
- (EN)  Monograph of azaleas: Rhododendron subgenus Anthodendron 1921 - coautore con Alfred Rehder
- (EN)  America's greatest garden; the Arnold Arboretum 1925
- (EN)  Lilies of eastern Asia; a monograph 1925
- (EN)  Plant hunting 1927
- (EN)  More aristocrats of the garden 1928
- (EN)  China, mother of gardens 1929
- (EN)  Aristocrats of the trees 1930
- (EN)  If I Were to Make a Garden 1931